# Alverca da Beira
Alverca da Beira is een plaats (freguesia) in de Portugese gemeente Pinhel en telt 495 inwoners (2001).